# Schlick

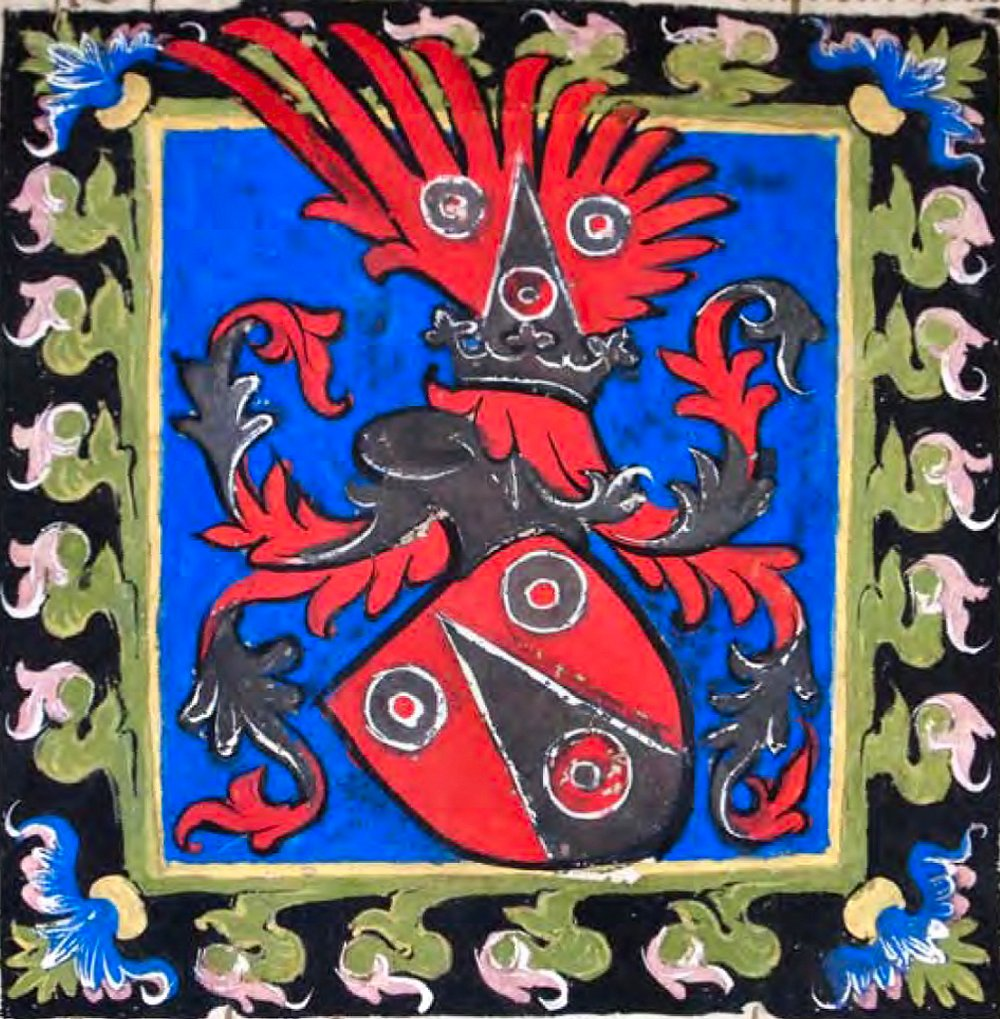
Stemma Schlick

I conti (Grafen) Schlick, (ceco Šlikové) erano una famiglia nobile con radici nella città boema di Cheb (ted. Eger) ed in Germania.

## Storia
L'ascesa della famiglia iniziò nella prima metà del XV secolo, quando Kaspar Schlick fu elevato al rango baronale (nel 1422) e poi comitale (nel 1437) per i servigi diplomatici resi all'imperatore Sigismondo. Come riporta Karl Siegl, Sigismondo assegnò nel 1434 al suo cancelliere Kaspar Schlick la proprietà della valle Joachimsthal.
Kaspar fu nominato nel 1437 da Sigismondo conte di Passau (cioè Bassano) ma il titolo era solo nominale perché la città era già sotto il controllo della Repubblica di Venezia. Kaspar non ebbe figli maschi. Anche altri fratelli di Kaspar, Franz, Heinrich non ebbero figli maschi, mentre Nikolaus ne ebbe due che tuttavia morirono senza lasciare eredi. Quindi la dinastia proseguì tramite il fratello maggiore di Kaspar, Mathäus. Questi ebbe tre figli Nikolaus, Hieronymus e Kaspar II.
Kaspar II era anche signore di Schlackenwert, Lichtenstadt ecc. Ebbe molti figli e figlie: Stefan, Burian, Hieronymus, Heinrich e Lorenz e le figlie Siguna e Walburga.
Il primogenito Stefan (1487-1526) trovò nei possedimenti di Joachimsthal una miniera d'argento e fondò tra il 1510 ed il 1520 una città cui diede lo stesso nome della valle. Queste miniere divennero la fonte della loro ricchezza assieme alla conseguente coniazione di monete (Joachimstaler). Dopo il ritrovamento dell'argento all'inizio del XVI secolo furono autorizzati a coniare moneta dal re di Boemia, Luigi Jagellone. Stefano seguì il suo re nella guerra contro i Turchi e morì accanto al sovrano nella battaglia di Mohács.
Dopo la morte di Luigi divenne re di Boemia  Ferdinando, il fratello minore dell'imperatore Carlo V, che in seguito salì sul trono imperiale. Ferdinando, secondo dei re di Boemia con questo nome, mantenne agli Schlick i loro diritti. In seguito però i successori di Stephan si schierarono contro l'imperatore aderendo alla Lega di Smalcalda. Dopo la battaglia di Mühlberg (24 aprile 1547) il successore di Stephan, il conte Kaspar Schlick dovette rinunciare ai diritti della miniera e di coniazione a favore di Ferdinando.
Erano conti di Bassano del Grappa (solo nominali) e di Weißkirchen (Holíč) nell'attuale Slovacchia. Inoltre furono signori di Sokolov (Falkenau sull'Eger), Loket (Elbogen) e Cheb (Eger). In seguito ebbero la signoria anche su Kunštát, Kopidlno, Veliš, Ploskovice (Ploschkowitz).
Questa famiglia aristocratica era molto ampia e giocò un ruolo importante nel regno di Boemia nel primo secolo della signoria degli Asburgo. Rivestirono importanti posizioni nell'amministrazione dello stato o esercitarono le armi per i governanti Asburgo. All'inizio degli anni 20 del XVI secolo alcuni sposarono la riforma luterana, mentre altri rimasero cattolici.
Importanti rappresentanti presero anche posizione contro la signoria e presero parte attiva nell'opposizione contro gli Asburgo nel 1547 e nel 1618-1620. Dopo la battaglia della Montagna Bianca gli Schlick protestanti persero le loro proprietà che furono confiscate dall'Imperatore. Uno dei capi dell'opposizione boema, Joachim Andreas von Schlick, fu giustiziato nel 1621. La parte della famiglia che rimase fedele agli Asburgo entrò a far parte della corte dei Waldstein.

## Esponenti
- Kaspar Schlick, (1396-1449) cancelliere imperiale.
- Stephan Schlick (1487 - 1526), conte di Passau e padrone delle miniere di Joachimsthal
- Heinrich Schlick  vescovo dell'arcidiocesi di Monaco e Frisinga nel periodo 1443-1448
- Albrecht von Schlick, Landvogt (balivo) del Niederlausitz (XVI secolo)
- Joachim von Schlick, balivo del Oberlausitz dal 1561 al 1572
- Joachim Andreas von Schlick, (1559 - 1621) protestante boemo
- Katharina von Redern (nata Schlick): (1553 o 1564 - 1617)
- Heinrich Schlick, presidente dell'Hofkriegsrat (consiglio di guerra austriaco) nel periodo 1649–1665
- Leopold von Schlick, (1663 - 1723) feldmaresciallo austriaco e cancelliere di Boemia
- Franz von Schlick, (1789-1862) generale austriaco
- I conti Hieronymus e Lorenz Schlick ottennero nel 1533 il feudo di Přísečnice, in Boemia (Preßnitz in tedesco.

Ci sono anche altre persone con questo cognome:
- Arnolt Schlick, compositore e organista tedesco (1450 * 1512 secolo)
- Moritz Schlick filosofo (1882 – 1936)
- Ernst Otto Schlick, ingegnere (1840 - 1913)

Ha lo stesso nome la:
- Gießerei und Maschinenfertigung Schlick